# Ferdinand Piloty (litògraf)
Ferdinand Piloty (Homburg (Saarland), 28 d'agost, 1786 - Múnic (Baviera), 8 de gener, 1844), va ser un litògraf alemany. Va ser el pare dels artistes de gènere Carl i Ferdinand Piloty.
Va ser deixeble successivament de Kelleshofen i de Carl von Mannlich, i aquest últim li va facilitar el seu ingrés a l'Acadèmia Reial. A Múnic va executar de 1805 a 1815, amb Johann Nepomuk Strixner, 432 litografies, segons dibuixos a mà, dels antics mestres; el 1815, juntament amb altres gravadors, va emprendre la reproducció de les obres mestres dels Museus de Múnic i Schleissheim, i des de 1836, en unió de Löhle, va treballar en una nova obra de reproduccions de quadres de museus, que el seu fill va continuar.